# Саръесик Атърау
Саръесик Атърау или Саръ Ишикотрау (на казахски: Сарыесікатырау; на руски: Сарыесик-Атырау) е обширна пустинна област в югоизточната част на Казахстан (Алматинска област), разположена на юг от езерото Балхаш, между долните течения на реките Или на югозапад и Каратал на изток. Дължина от северозапад на югоизток около 270 km ширина до 180 km.
Релефът е предимно равнинен и слабо хълмист, като преобладават закрепените пясъчни валове. Западната част на пустинята е прорязана от сухата древна долина на река Или, която се разделя по-надолу на три сухи ръкава: Нарин на запад, Кара Баканас в средата и Шет Баканас на изток. В западната ѝ част расте саксаул, а в източната – терескен, джузгун, пелин и ефедра. По долините на реките Или и Каратал се среща и дървесна растителност, представена от топола, ясен и др. През зимата се използва за пасища на дребен рогат добитък. В миналото в древната долина Баканас се е отглеждал ориз.